# Club de Fútbol Ballenas Galeana Morelos
El Club de Fútbol Ballenas Galeana Morelos fue un club de fútbol mexicano que jugó en el Ascenso MX (actualmente la Liga de Expansión MX), siendo su rama más conocida y exitosa. También contó con ramas y filiales en la Tercera División de México, el Sector Aficionado y la Liga Mexicana de Fútbol Femenil, con participaciones destacadas en esta última edición. Contó con escuelas de formación a lo largo del estado de Morelos. Tuvo como sede el Estadio Mariano Matamoros en el municipio de  Xochitepec, Morelos aunque por requerimietos de la liga jugaba temporalmente en el Estadio Centenario en la ciudad de Cuernavaca.

## Historia
El proyecto del Club de Fútbol Galeana inició en 2005. En, 2011 se llegó a un acuerdo para que el equipo jugara en la Segunda División de México para poder aumentar el nivel del club.
En el Clausura 2013 en los octavos de final se enfrentaron al Atlas con quien empataron 1-1 en el partido de ida y derrotaron 2-0 en el Estadio Mariano Matamoros. En los cuartos de final se enfrentaron a Loros de la Universidad de Colima, en el juego de ida las Ballenas cayeron 2-1 pero en el juego de vuelta en el Estadio Mariano Matamoros, ganaron 7-2 para un global 8-4. En semifinales se enfrentaron a los Coras de Tepic, en el juego de ida empataron a 1 en Tepic, Nayarit, en la vuelta empataron a 0 para dar el marcador global de 1-1, con que Ballenas pasó a la gran final.
En la final se enfrentaron a Unión de Curtidores, la ida se disputó el 22 de mayo en el Estadio Sergio León Chávez en donde las Ballenas fueron adelante 1-0 con gol de tiro libre de Geovanni Catalán, en la vuelta el 25 de mayo en el Estadio Mariano Matamoros, las Ballenas cayeron 1-0 lo que mandaron a tiempo extra el partido, los tiempos extra terminaron sin goles lo que significaba una serie de penales para definir al campeón, en los penales Ballenas venceron 5-4 y así coronarse campeones de la Segunda División.
En la final de ascenso se enfrentó a Murciélagos FC, campeón del Apertura 2012, el partido de ida se disputó en el Estadio Alfredo Díaz Angulo, con el empate 2-2, y en el de vuelta Ballenas ganó 3-1 en el Estadio Mariano Matamoros para así coronarse campeón de ascenso y ascender al Ascenso MX.

### Liga de Ascenso
El equipo de Ballenas, pese a lo que se había comentado durante semanas sobre su destino, que en caso de ascender si se mantenía en el estado de Morelos o en este caso promover en su lugar a los Coras de Tepic debido a que no cumplía con algunas garantías e infraestructura para jugar en el Ascenso MX, la directiva (horas después de conseguir el campeonato) dio a conocer que una vez concluida la reunión entre directivos del club con dirigentes de la FMF, confirmaron que no existía impedimento para que el equipo pudiera jugar en la División de Ascenso.
Además, el Gobierno del Estado de Morelos y la FMF, dieron las facilidades para que el equipo jugara la próxima temporada en el Estadio Centenario de Cuernavaca, Morelos; esto mientras la directiva presentaba un proyecto viable a corto y mediano plazo de remodelación y modernización del Estadio Mariano Matamoros, que pudiera ser avalado por la misma federación. Ballenas mantuvo la máxima categoría al vencer 1-0 al Celaya, haciendo que el Zacatepec descendiera a la Segunda División.

### Desaparición
El 30 de mayo de 2014, Enrique Bonilla, director general deportivo del Ascenso MX, dio a conocer la irrupción del Irapuato, en lugar de Ballenas Galeana, que debió cambiar de residencia a Irapuato, Guanajuato, debido a adeudos y varios problemas de carácter económico, mismos que fueron resueltos por empresarios guanajuatenses que a su vez pidieron que el equipo se trasladara a este estado. De esta manera se terminaron los 50 años de historia del Club Ballenas Galeana de Morelos.
Sin embargo, la franquicia todavía contaba con otros equipos en la Tercera División, la Liga Mexicana de Fútbol Femenil y el Sector Amateur. El primero de estos pasaría a ser el equipo principal, aunque solo jugó una temporada más y también desapareció tiempo después.
En 1956, Donato Rodríguez fundó el equipo, el cual tomaba de la calle de Hermenegildo Galeana, ubicada en el centro de la ciudad de Cuernavaca, Morelos, ya que la mayoría de los jugadores que lo integraban vivían en esa calle; esto se mantuvo hasta 1968, y en este periodo también participaron en la conducción Jaime García y Gildardo Legorreta.

## Origen del apodo
De 1968 al 2005, las riendas de los diferentes equipo del Galeana en varias categorías son tomadas por don Antonio Nava Hernández, el cual tenía un negocio de alimentos del mar llamado "La Ballena", ubicado precisamente en la calle de Hermenegildo Galeana, por lo que los equipos fueron bautizados con el mote de Ballenas Galeana.

### Antiguo escudo
El escudo del club siempre ha ofrecido una ballena desde 1950.

## Jugadores
matias britos 

## Uniforme

### Diseño
- Uniforme titular: Camiseta azul con mangas azules, pantalón azul, medias azules.
- Uniforme alternativo: Camiseta blanca con mangas blancas, pantalón blanco, medias blancas.
- Uniforme tercero: Camiseta roja con mangas rojas, pantalón rojo, medias rojas.

### Marca deportiva
| Marca  | Periodo     |
| ------ | ----------- |
| Exalta | 2008 - 2013 |
| ODRA   | 2013 - 2014 |

## Palmarés

### Torneos oficiales
| Competición nacional                          | Títulos        | Subcampeonatos |
| --------------------------------------------- | -------------- | -------------- |
| Segunda División de México (1)                | Clausura 2013. |                |
| Campeón de Ascenso de la Segunda División (1) | 2012-13.       |                |